# Четвинд, Годфри, 8-й виконт Четвинд
Годфри Джон Бойл Четвинд, 8-й виконт Четвинд (англ. Godfrey John Boyle Chetwynd, 8th Viscount Chetwynd; 3 октября 1863 — 22 марта 1936) — британский пэр и промышленник.

## Биография
Родился 3 октября 1863 года. Второй сын капитана Достопочтенного Генри Вейланда Четвинда (1829—1893) и и его жены Джулии Босвилл Дэвидсон (? — 1901). Внук Ричарда Уолтера Четвинда, 6-го виконта Четвинда (1800—1879).
23 января 1911 года после смерти своего дяди, Ричарда Четвинда, 7-го виконта Четвинда (1823—1911), не оставившего после себя наследников мужского пола, Годфри Четвинд унаследовал титулы 8-го виконта Четвинда из Бирхейвена в графстве Керри (Пэрство Ирландии) и 8-го барона Раудауна в графстве Дублин (Пэрство Ирландии).
В период с 1915 по 1919 год он был управляющим директором Национального завода по созданию снарядов № 6 в Чилвелле, Ноттингемшир, который он спроектировал и построил. За что был удостоен звания члена Ордена кавалеров Почета за заслуги перед военными силами.
Он занимал должность мирового судьи Уэст-Райдинге в Йоркшире.

## Личная жизнь
Виконт Четвинд был дважды женат. 12 апреля 1893 года он женился первым браком на баронессе Хильде фон Альвенслебен-Рустеберг, дочери барона фон Альвенслебена Рустеберга, с которой не имел детей и позднее развелся.
10 февраля 1904 года он вторично женился на достопочтенной Мэри Иден (15 мая 1867 — 22 января 1925), третьей дочери Уильяма Джорджа Идена, 4-го барона Окленда, и Люси Уолбэнк-Чайлдерс. У супругов было трое детей:
- Подполковник Адам Дункан Четвинд, 9-й виконт Четвинд (14 ноября 1904 — 12 июня 1965)[1], старший сын и преемник отца.
- Достопочтенный Джон Джулиан Четвинд (10 августа 1906 — 22 апреля 1966)[1], в 1937 году он женился за Маргарет Агнес Саттон, от брака с которой у него было двое сыновей.
- Достопочтенная Мэри Диана Ив Четвинд (19 июля 1908 — 6 февраля 1997)[1].

Виконт Четвинд скончался 22 марта 1936 года в возрасте 72 лет в Сан-Анджело, штат Техас, США. Ему наследовал его старший сын Адам.